# 진주8경
진주8경은 대한민국 경상남도 진주시의 명소 8곳이다. 진주 촉석루, 남강의암, 뒤벼리, 새벼리, 망진산 봉수대, 비봉산의 봄, 진양호 노을, 월아산 해돋이가 있다.

## 진주 8경
- 제1경 진주 촉석루: 진주시 남강로 626(본성동) 진주성에 위치해 있다. 경상남도 진주시에 있는 촉석루

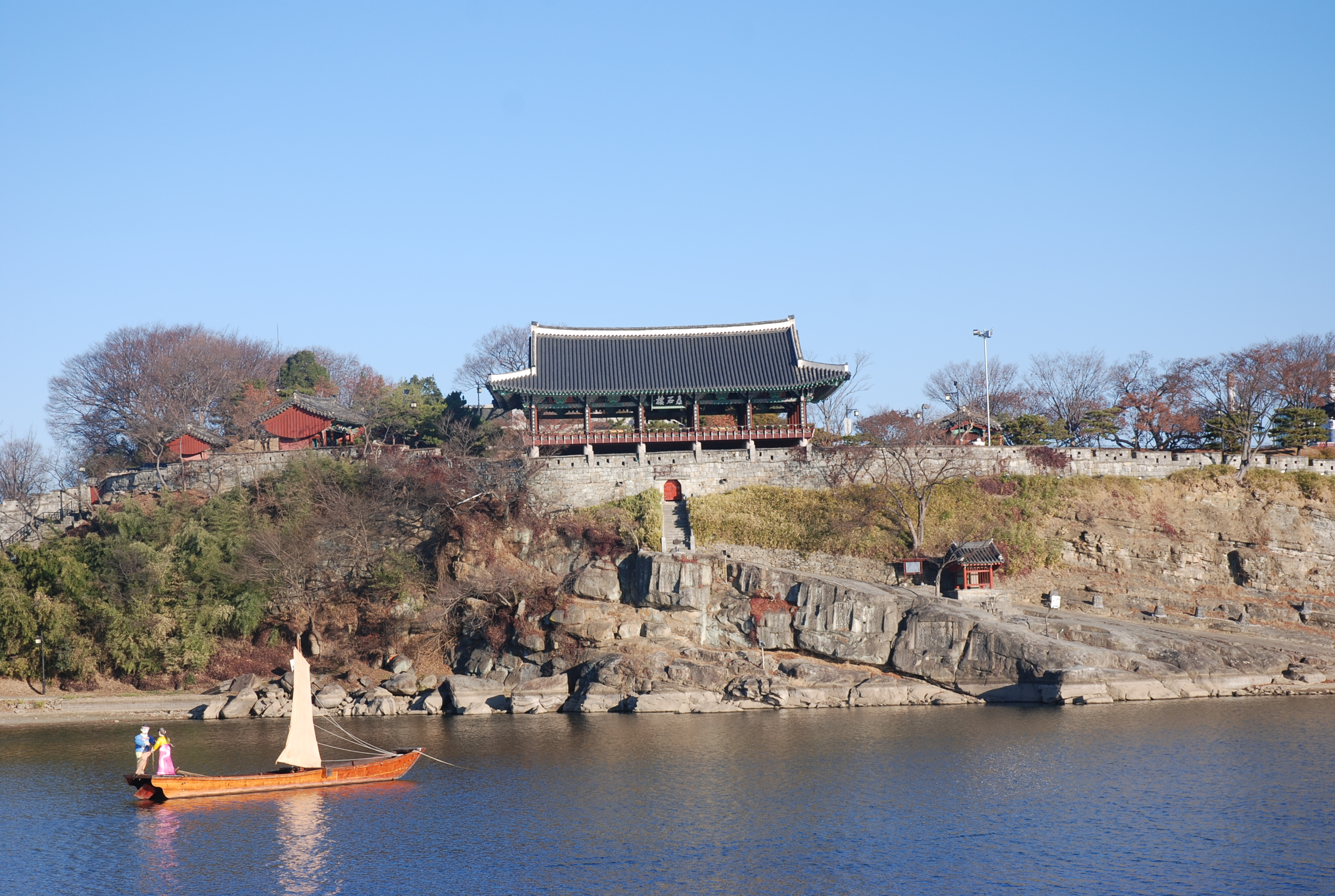
경상남도 진주시에 있는 촉석루